# 連子窓

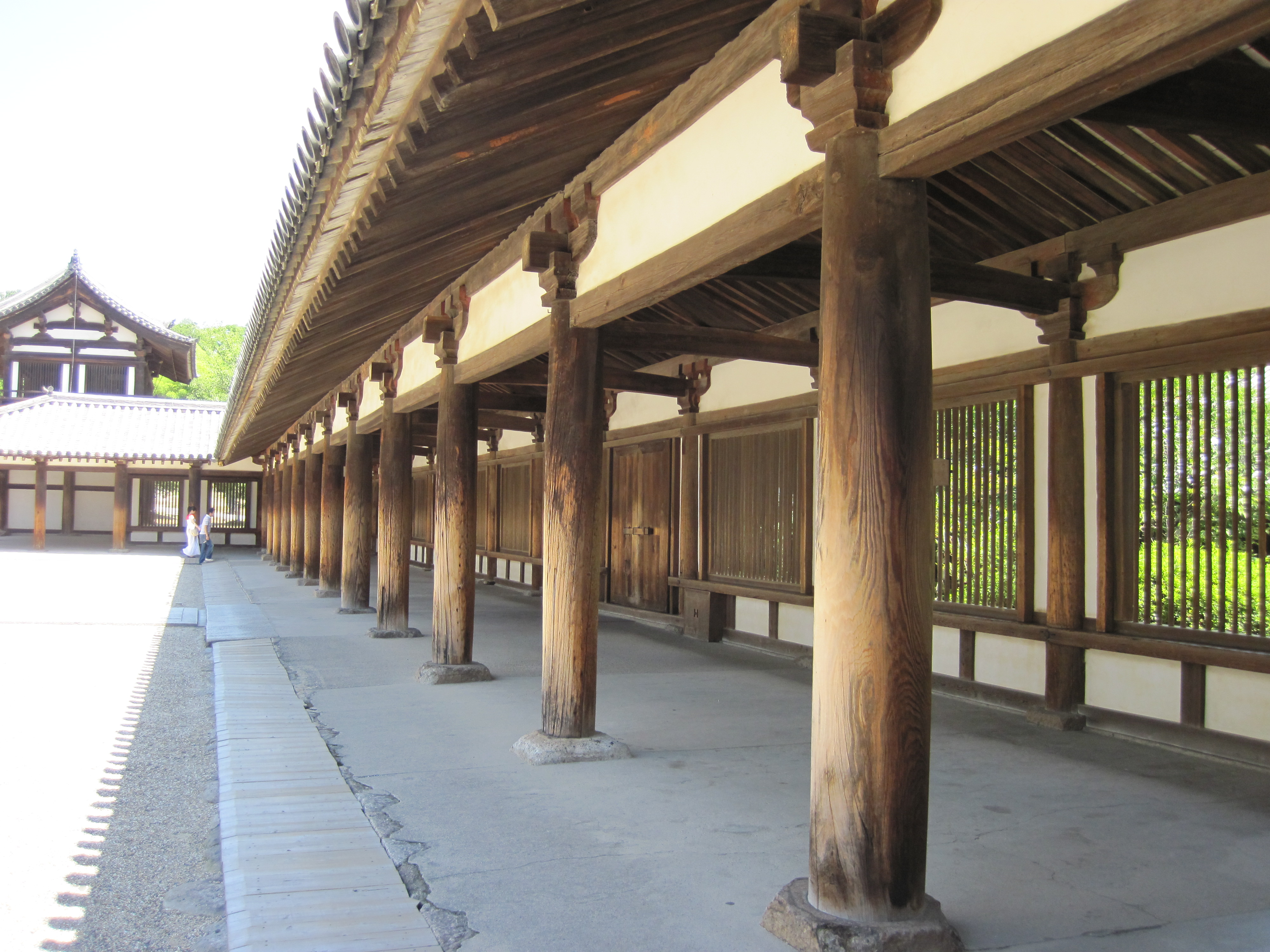
法隆寺回廊の連子窓

連子窓（れんじまど）は、断面方形又は菱形の細長い木材（連子子）を縦又は横に連ねた連子を嵌め込んだ窓である。採光、通風、防犯を目的とする。
飛鳥・奈良時代に、大陸から伝来した建築様式の中で使用され始めた。
寺院や神社で用いられることが多く、日本では法隆寺（7世紀初頭）の回廊部分、薬師寺、春日大社、大極殿の回廊等に見られる。当時は柱は丹（朱）、壁は白、連子窓は青（緑）に塗られることが多かった。一例として、三十三間堂の東大門は朱塗りと白壁・緑の連子窓が鮮やかな典型的な鎌倉様式で再建された。
茶室では竹格子を嵌めた窓を連子窓と呼ぶ。